# محمد اوستا
محمد اوستا (انگلیسی: Mehmet Usta؛ زادهٔ ۲۰ فوریهٔ ۱۹۷۳) بازیگر اهل ترکیه است. وی از سال ۱۹۹۷ میلادی تاکنون مشغول فعالیت بوده‌است.
از فیلم‌ها یا برنامه‌های تلویزیونی که وی در آن نقش داشته‌است می‌توان به تشکیلات اشاره کرد.